# یوئن چیانگ-یان
یوئن چیانگ-یان (انگلیسی: Yuen Cheung-yan) بازیگر، کارگردان فیلم، بدل‌کار، طراح حرکات رزمی است.
از فیلم‌ها یا برنامه‌های تلویزیونی که وی در آن نقش داشته‌است، می‌توان به آنجا که خورشید نمی‌تابد، استاد بزرگ، مشت بیدارشده، پلیس زن و شمشیرزن یک دست اشاره کرد.